# HD 188149
HD 188149，又名BD+36 3744，SAO 69004、HR 7583，是一颗恒星，视星等为6.1，位于銀經71.76，銀緯4.76，其B1900.0坐标为赤經19h 48m 35.9s，赤緯+36° 4.76′ 27″。